# McCune-Reischauer
A romanização McCune-Reischauer é um dos sistemas mais utilizados da romanização em coreano, junto à romanização revisada do coreano, que recomeçou o McCune-Reischauer com sistema de romanização oficial em 2000.
Uma variante de McCune-Reischauer ainda é usada como sistema oficial na Coreia do Norte.
Este sistema foi criado em 1937 pelos americanos George M. McCune e Edwin O. Reischauer.